# عبدالعزیز یکم مراکش
عبدالعزیز یکم مراکش (انگلیسی: Abu Faris Abd al-Aziz I of Morocco؛ ۱۳۴۹ – ۱۳۷۲) سلطان مرینیان مراکش از سال ۱۳۶۶ تا ۱۳۷۲ میلادی بود.